# Friedrich Heinrich Hager
Friedrich Heinrich Hager (* 30. Juli 1815 in Schwäbisch Hall; † 19. Dezember 1881 ebenda) war ein württembergischer Kommunalpolitiker und Landtagsabgeordneter.

## Leben und Werk
Nachdem beide Eltern früh starben, wurde Friedrich Heinrich Hager von Stadtschultheiß Lorenz Wibel aufgezogen. Er ging in Schwäbisch Hall zur Schule und studierte dann Regiminalwissenschaften in Tübingen. Während seines Studiums wurde er 1838 Mitglied der Burschenschaft Germania Tübingen. Nach dem Studium wurde er Oberamtsaktuar in Crailsheim. Im Oktober 1848 folgte er Lorenz Wibel als Stadtschultheiß der Stadt Schwäbisch Hall nach. Dieses Amt übte er bis zu seinem Tod im Jahr 1881 aus.

## Politik
Für die Wahlperiode 1856 bis 1862 wurde Hager als Vertreter des Oberamts Hall in die Zweite Kammer des württembergischen Landtags gewählt. 

## Ehrungen
- Ritterkreuz I. Klasse des Friedrichs-Ordens